# Słoboda (rejon czernihowski)
Słoboda (ukr. Стара Басань) – wieś na Ukrainie, w obwodzie czernihowskim, w rejonie nieżyńskim. W 2001 liczyła 595 mieszkańców.